# Historia de La Serena

Escudo de armas de la ciudad de La Serena. Su origen se remonta a la Colonia.

La Serena fue fundada inicialmente por el Capitán Juan Bohón con el nombre de Villanueva de La Serena, aunque se discute la fecha exacta, señalándose como probable el año 1544.
La ciudad fue fundada según órdenes de Pedro de Valdivia, con tal de formar una ciudad que sirviera de conexión entre Santiago y el Virreinato del Perú.
Cinco años más tarde, en la noche del 11 al 12 de enero de 1549, y cuando recién comenzaba a cimentar su historia, una sublevación de los indígenas provoca la muerte a casi todos los españoles (escapando, al parecer sólo un sobreviviente llamado Pedro de Cisternas), destruyendo e incendiando el poblado (ver Destrucción de La Serena). 
El 26 de agosto de 1549, por orden de Pedro de Valdivia, el capitán Francisco de Aguirre refunda la ciudad bajo el nombre de San Bartolomé de La Serena (actual patrono de la ciudad), en el mismo lugar donde hoy se levanta la Plaza de Armas. Tiempo después, el 4 de mayo de 1552, el rey Carlos I de España le confiere por real cédula el título de ciudad.
El sector en donde actualmente está emplazada la ciudad, era habitado por el pueblo prehispánico conocido como los diaguitas.

## Primera fundación

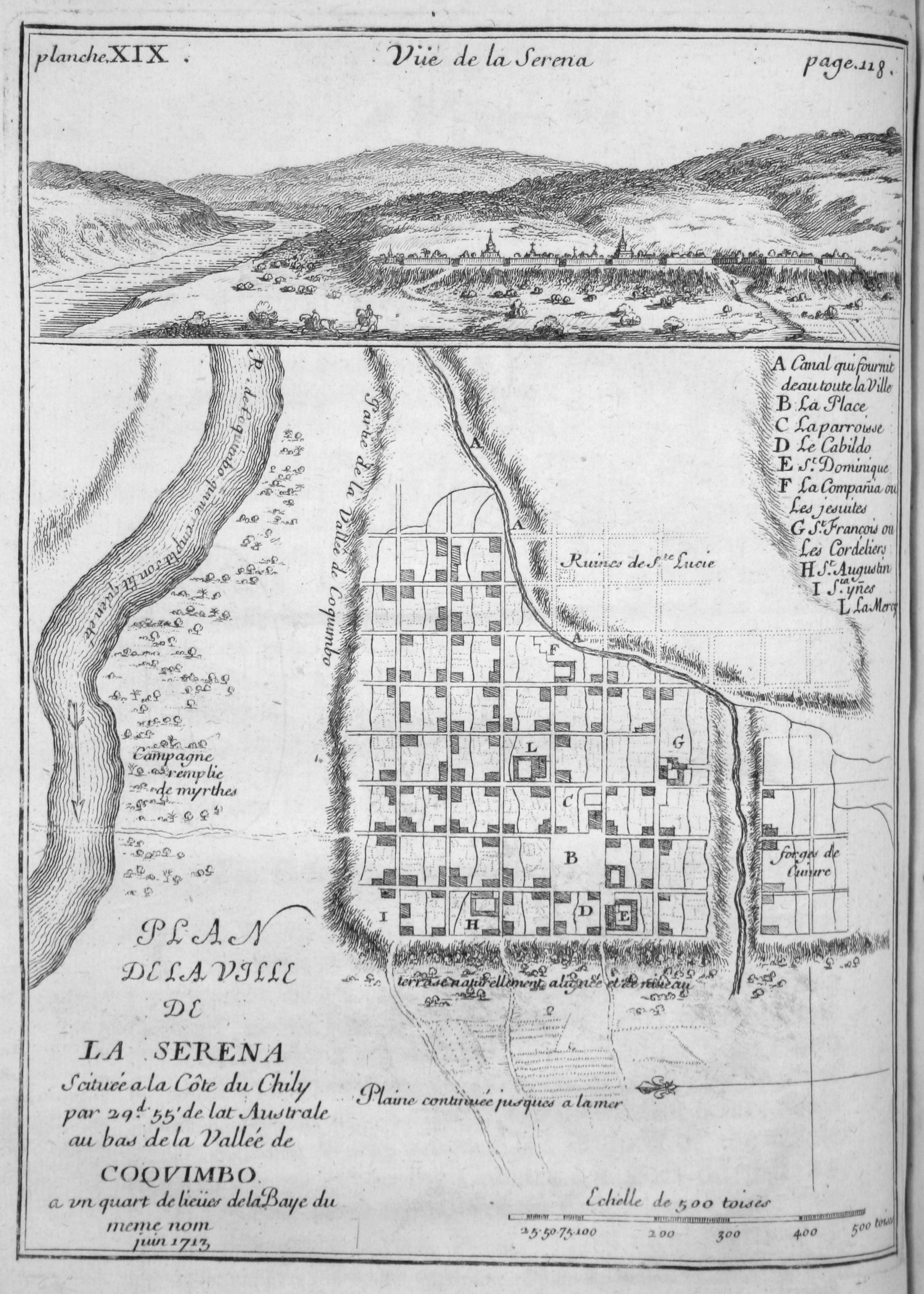
Mapa de La Serena en 1717.

Fue fundada por el capitán Juan Bohón con el nombre de Villanueva de la Serena, siendo la segunda más antigua de Chile. Se discute la fecha exacta de la fundación, señalándose como probables el 15 de noviembre o 30 de diciembre de 1543 y el 4 de septiembre de 1544. Generalmente se acepta que fue fundada en 1544.
No se conoce con exactitud el sitio primitivo donde fue fundada la ciudad, pero se sabe que está emplazada en la ribera norte del río Elqui. En 1964, Juan Galdames argumentó a favor de una localización en el sector de la Compañía Baja, en el extremo suroeste de la segunda terraza, en una saliente casi plana cuyo ancho máximo es de 800m y su largo de 500m.   
Más recientemente se ha señalado como lugar de la fundación la localidad de Coquimbito (unos 5 km al noroeste de Altovalsol por la ruta D-305), lo que sería coincidente con los deslindes de tierras de las familias que habitaron el lugar en el siglo XVI y XVII.   
Otra alternativa es el sector donde la Quebrada de Santa Gracia se une con el río Elqui, y donde actualmente se encuentra la localidad de El Islón (Tequirque). Este constituiría un emplazamiento estratégico por donde pasaba el Camino del Inca, comunicando La Quebrada de Santa Gracia con el Valle de Copiapó y el resto del territorio al norte.  
Después de su fundación, los pobladores permanecieron cuatro años emprendiendo labores mineras, agropecuarias y artesanales utilizando la mano de obra de los indígenas del valle. En diciembre de 1545, Valdivia vio personalmente el adelanto de la villa y formó el cabildo, dictó disposiciones de policía, hizo construir una iglesia y dejó diez hombres bien armados adicionales.  
Sin embargo, los indígenas del valle de Copayapu (Copiapó) no habían olvidado los crueles castigos de Diego de Almagro en el valle de Huasco. Por ello, en la noche del 11 de enero al 12 de enero de 1549, llegó una gran cantidad de indios por la quebrada de Santa Gracia. Estos se precipitaron sobre las pocas chozas de paja y sobre la iglesia. A excepción de dos personas que se ocultaron, todos los demás fueron lanceados y muertos. Entre las cenizas quedaron los cadáveres de Juan Bohón, sus treinta soldados, todos los vecinos y gran número de indios fieles.

## Refundación
A sólo meses de su destrucción, el 26 de agosto de 1549, por orden de Pedro de Valdivia, el Capitán Francisco de Aguirre refunda la ciudad bajo el nombre de San Bartolomé de La Serena (actual patrono de la ciudad), en el mismo lugar donde hoy se levanta la Plaza de Armas de la ciudad, en la ribera sur del río Elqui.
El 4 de mayo de 1552, el rey Carlos I de España le confiere por real cédula el título de ciudad.
El 30 de octubre de 1556 se fijaron los límites territoriales de la ciudad y sus alrededores inmediatos. El 14 de agosto de 1559 se fundó el Hospital de La Serena. A fines de diciembre de 1604 ocurrió un gran terremoto que redujo a escombros a la mayoría de los templos y casas de la ciudad.

## Ataques de corsarios

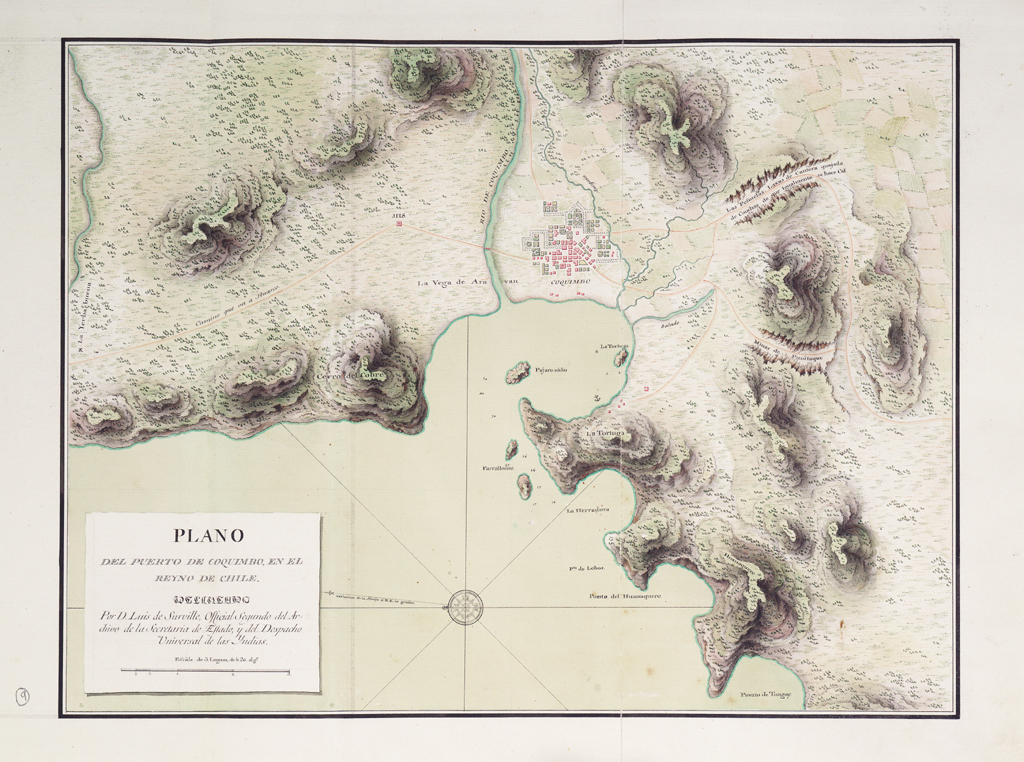
Plano de La Serena (Coquimbo) según Luis de Surville en 1778.

En el transcurso de su historia temprana, la ciudad comienza a sufrir continuos ataques por parte de los corsarios. 
Uno de los primeros intentos fue en el año de 1579 por parte Francis Drake, pero fue rechazado por milicianos en la bahía de Guayacán. 
Casi cien años después, el año 1680, Bartolomé Sharp sorprende a la ciudad que se encontraba desprovista de armas y defensas, realizando un saqueo e incendio.
En 1686 una nueva oleada de enemigos acecha la región, en Tongoy un grupo de piratas desembarca para abastecerse de agua, pero fueron atacados y vencidos por hombres de Pedro Cortés y Mendoza venidos desde La Serena. En mayo del mismo año Edward Davis intenta otro ataque y logra entrar a la ciudad, sin embargo ante la feroz respuesta de los milicianos Serenenses deben refugiarse en el claustro de la iglesia de Santo Domingo, en horas de la madrugada son derrotados completamente y escapan hacia sus naves. 
Todos estos ataques causan gran temor en la población, obligando a la fortificación de la urbe en 1730. Con esta medida se evitó la migración progresiva que se estaba desarrollando por parte de los encomenderos, quienes preferían vivir en el interior de la región, en las zonas rurales, a vivir en peligro constante en La Serena.

## SigloXIX
En 1825 se descubre a 30 km al noreste de La Serena el mineral de Arqueros, el cual daría gran impulso a la economía de la ciudad, tanta era la riqueza que guardaba este mineral que en 1827 se instala la Casa de Moneda de Coquimbo en La Serena, la segunda que ha existido en la historia de Chile. Por motivos no aclarados del todo esta no llegó a funcionar plenamente acuñando solamente escasas monedas denominadas "Peso de Coquimbo". A la postre, Arqueros desde 1825 a 1832 originó el 85% de toda la plata que se produjo en Chile.
Hacia 1840 - 1860, la ciudad vivía una época de gran crecimiento debido al auge minero, específicamente por las empresas de cobre como la de "El Brillador" y la fundición de Lambert en las compañías. Esta riqueza permitió generar diversas obras de adelanto en la ciudad como la Catedral, la Alameda, la modernización de la plaza de armas, el cementerio municipal, un ferrocarril hacia el puerto de Coquimbo, la instalación del alumbrado a gas el 12 de junio de 1865, etc.
Durante esas décadas varios sucesos bélicos notables remecieron a la ciudad, los primeros acontecieron en el marco de la revolución de 1851 y el Sitio de La Serena. A fines de ese año La Serena resistió heroicamente durante meses el sitio del ejército Central de Chile que intentaba sofocar la rebelión provincial contra el gobierno de Manuel Montt. La ciudad fue escenario de cruentas batallas, gran parte fue bombardeada y las casas de calle San Francisco (Eduardo de la Barra) resultaron severamente dañadas por el fuego.
En la Revolución de 1859 (rebelión en contra el gobierno de Montt debido al abuso que hacia Santiago respecto a las regiones) La Serena nuevamente fue escenario de batallas, la ciudad se adhirió a las fuerzas copiapinas lideradas por Pedro León Gallo Goyenechea y Pedro Pablo Muñoz, resultando los nortinos victoriosos en la batalla de Los Loros cerca de Las Compañías, hasta que meses después el ejército de Santiago, derrota a Pedro León Gallo en la batalla del Cerro Grande al oriente de la ciudad.
El 28 de septiembre de 1864, dentro del territorio de La Serena fue creado un nuevo departamento llamado "Puerto de Coquimbo" que tenía por capital la villa con el mismo nombre. Este hecho marcó la primera separación del puerto de Coquimbo con La Serena, el cual se había mantenido unido a esta desde la colonia. Luego en 1928 se le reanexa, pero por un breve periodo.(hasta 1934)

## Inicios delsigloXX

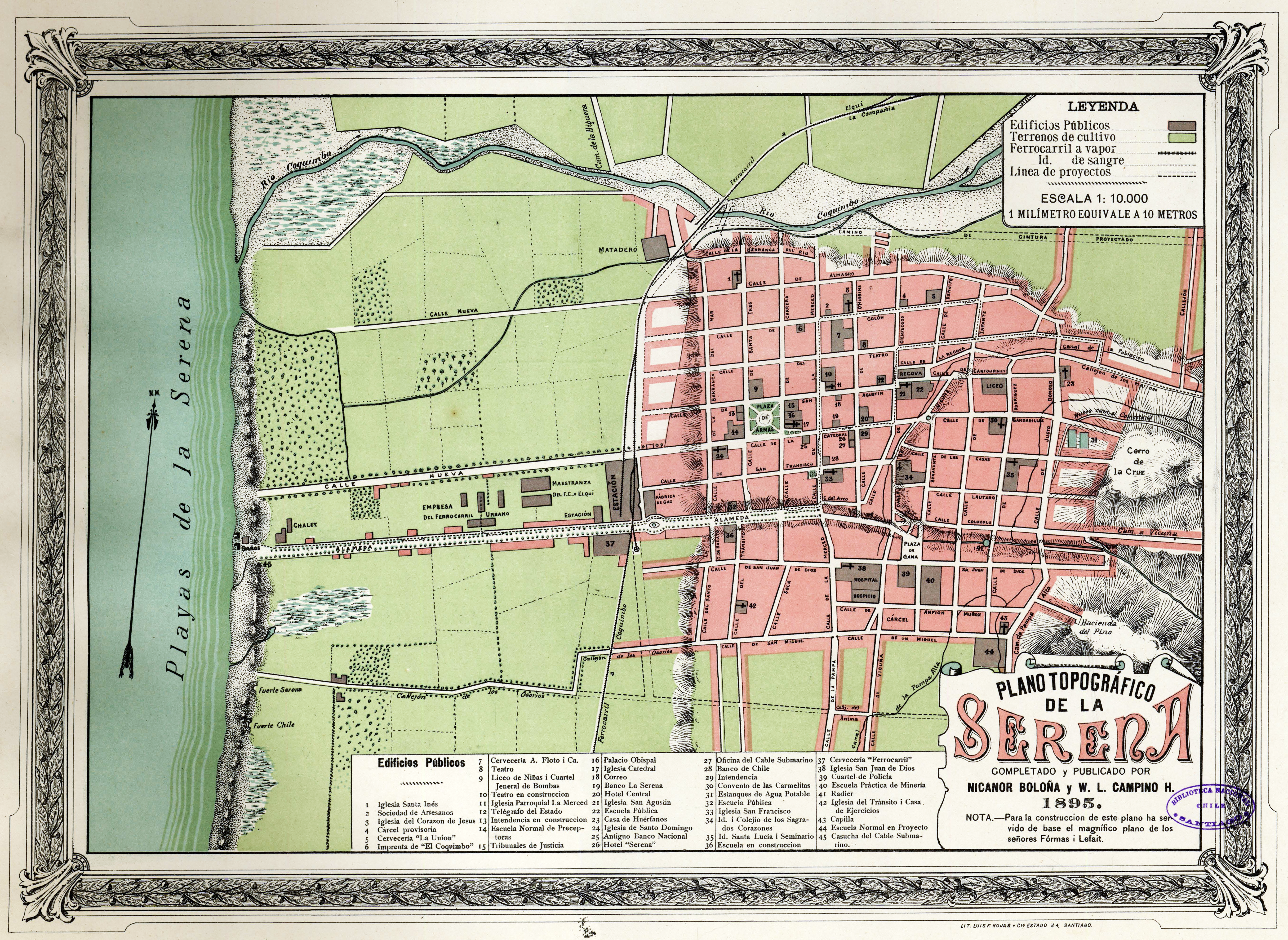
Plano de La Serena en 1895.

En 1920, comienza a gestarse un nuevo auge económico por la minería del hierro con el mineral de El Tofo y luego el Romeral en la década del 50, además de la creación de la planta de cemento Juan Soldado, lo que atrae a capitales y contingente humano, originándose un nuevo cambio en la estructura urbana.

## El Plan Serena
Entre 1948 y 1952 comienza a gestarse el "Plan Serena", proyecto impulsado por el presidente de la República, Gabriel González Videla, en el cual se renueva la ciudad con inversiones y remodelaciones urbanas que le imprimirían un sello único en el país. Así comienza a afianzarse en el rol de servicios, a rescatar y a desarrollar un estilo arquitectónico propio, denominado Renacimiento Colonial.
Dentro del Plan Serena se contemplaba construir de nuevo los edificios de la Intendencia Regional, la Caja de Crédito Prendario, la Jefatura Zonal del Servicio Nacional de Salud, la Empresa Nacional de Minería, la Dirección de Vialidad, y la Secretaría Regional Ministerial de Educación (Ex Liceo Técnico Femenino). También se reconstruirían centros educacionales como el Liceo de Niñas Gabriela Mistral, el Liceo de Hombres Gregorio Cordovéz, la Escuela Agrícola, y la sede regional de la Universidad Técnica del Estado (actual Universidad de La Serena).
Junto a la restauración arquitectónica, se crearon abundantes áreas verdes, como el Parque Gabriel Coll Dalmau, el Parque Pedro de Valdivia, y el museo al aire libre ubicado en el bandejón central de la Avenida Francisco de Aguirre. Este último posee réplicas de esculturas griegas clásicas, y esculturas originales de artistas chilenos.
Actualmente, la ciudad disfruta de un estilo arquitectónico propio (conocido como "Neocolonial"), lo que la caracteriza frente a las demás ciudades del país, conservando antiguas construcciones de estilo colonial, siendo muchas de ellas importantes Monumentos Nacionales.
A inicios de los años 1950 fueron levantadas las vías férreas que circulaban por el centro de Coquimbo, y en su reemplazo la Empresa de los Ferrocarriles del Estado instaló una línea de buses que conectaba con La Serena; inició sus servicios en septiembre de 1952 y finalizó en junio de 1968.
En agosto de 1976 y 1977 se realizó en el Teatro Nacional de La Serena el Festival del Clavel, certamen musical que buscaba destacar nuevos talentos y composiciones de la región, y que formaba parte de las celebraciones por el aniversario de la ciudad.

## Modernización
A partir de 1977, y durante la alcaldía de Eugenio Munizaga Rodríguez (1977-1986), La Serena vivió un nuevo impulso modernizador, comparado a los primeros años del Plan Serena. Los ejes de este nuevo plan contemplaban la construcción de la Avenida del Mar, la remodelación de La Recova, la implementación del Terminal de Buses, y la construcción del Puente El Libertador. También se construyó un nuevo edificio para los servicios públicos, ubicado en el antiguo Correo que resultó dañado por el terremoto de 1975; la primera etapa del nuevo edificio fue inaugurada en mayo de 1979.

### Avenida del Mar
En febrero de 1980 se inauguró oficialmente la primera etapa de la Avenida del Mar, vía costera que se ubica desde el margen sur del río Elqui hasta el límite con la comuna de Coquimbo. En la ocasión, la construcción demoró 1 año y medio, y para ello la Municipalidad de La Serena recibió aportes de importantes empresas ubicadas en la ciudad, tales como Firestone, Canal 8 UCV Televisión, Continental Automotriz, Autos Serena, Compañía Chilena de Tabacos, y la Compañía de Cervecerías Unidas.

### La Recova
El antiguo Mercado Municipal, más conocido como "La Recova", fue reconstruido a inicios de la década de 1980, y reinaugurado el 26 de agosto de 1981.
En la actualidad cuenta con 143 locales, donde se ubican puestos de artesanías, productos típicos, restaurantes, librerías, carnicerías, etc. Se ubica en el sector central de La Serena.

### Terminal de Buses
El 26 de agosto de 1979 entró en funcionamiento el Terminal de Buses de La Serena, el cual contaba inicialmente con 20 losas de embarque, una torre de transmisión y un local para la venta de productos típicos de la zona.
El Terminal de Buses se ubica en el sector centro sur de La Serena, a un costado de la Carretera Panamericana y del Mall Plaza La Serena.

### Puente El Libertador
En 1979, la única vía de conexión vehicular entre el sector central de La Serena y el barrio de Las Compañías, ubicado al norte del río Elqui, era el Puente Fiscal. Además, existía un precario puente peatonal de madera que no ofrecía seguridad a los peatones.
Posteriormente, una carta publicada en el diario El Día por un grupo de estudiantes del sector motivaría a las autoridades para que se construyera un nuevo puente. Este se inauguró el 26 de agosto de 1981.

## Período 1987-2004
Durante el período comprendido entre 1987 y 2004, La Serena tuvo como alcaldes a representantes de partidos de derecha (salvo la excepción de Raúl Saldívar (Partido Socialista), quien gobernaría 2 años como alcalde entre 1992 y 1994). Entre 1987 y 1989 el puesto edilicio estuvo en manos de Lowry Bullemore Castro, tras su nombramiento por parte del régimen militar encabezado por el General Augusto Pinochet. En 1989 el cargo fue asumido por la secretaria municipal Adriana Peñafiel.
Posteriormente, en las elecciones municipales de 1992, resultaron elegidos Raúl Saldívar Auger y Adriana Peñafiel Villafañe, quienes gobernaron 2 años cada uno. Adriana Peñafiel resultaría reelecta para los comicios municipales de 1996 y 2000. Posteriormente en 2004 Raúl Saldívar (PS) sería elegido alcalde, cargo que ocupa en la actualidad hasta el 2012. En las últimas década se han realizado diversas obras de adelanto, como el Parque Jardín del Corazón, el Mall Plaza La Serena y el Mall Puerta del Mar, el edificio del Ministerio de Obras Públicas, la remodelación de la Avenida Francisco de Aguirre, la apertura de paseos semi-peatonales en el casco histórico de la ciudad, y la construcción del Puente Zorrilla que conecta al centro de La Serena con el sector de Las Compañías.

### Visita de Juan Pablo II
El 5 de abril de 1987, el Papa Juan Pablo II continuó su recorrido por Chile en la ciudad de La Serena. En la ocasión, el avión aterrizó en el Aeropuerto La Florida, y desde aquel lugar, el Santo Padre se dirigió en un vehículo con vidrios blindados hacia el centro de la ciudad con dirección al Palacio Arzobispal, a un costado de la Iglesia Catedral, donde permaneció unos momentos, luego recorrió la Plaza de Armas, y a partir de allí se dirigió al Club Hípico de Peñuelas, donde realizó un encuentro con todas las expresiones de la religiosidad popular. Para esa única ocasión, se trasladó por primera vez desde Andacollo la Sagrada Imagen de la Virgen del Rosario de Andacollo, y desde Sotaquí la imagen del Niño Dios de Sotaquí.